# アミューズブーシュ
アミューズブーシュ、またはアミューズブッシュ（amuse-bouche [aˌmyzˈbuʃ]、複数形：amuse-bouche、amuse-bouches）は、アミューズグール（amuse-gueule、[aˌmyzˈɡœl]）ともいい、単体で供される、一口大のオードブルの一種。食前酒とともに「つまみ」、ないし、「突き出し」と説明されることもある。アミューズブーシュは、客がメニューから選んで注文するオードブルではなく、シェフの独断によって、内容が自由に決められるものである。アミューズブーシュは、しばしば店が提供する無料のワインとともに供されるが、これは、客に食事を食べる準備をさせ、また、シェフの料理術へのアプローチの片鱗を見せるためである。
もともと、フランス語で「口を楽しませるもの」というのが文字通りの意味である。複数形は、amuse-bouche とも、amuse-bouches ともなる。フランス語では、会話においても、書き言葉においても、「アミューズグール」の方が正式な用語とされており、「アミューズブーシュ」は1980年代に使われ出した、婉曲法的な過剰修正による、もっぱらレストランのメニューにだけ使用される表現とされているが、これは「グール（gueule）」が独立した単体の単語としては「動物の口」を意味し、（人間の）「口」や「顔」を指して侮蔑的に用いる場合もあることに由来している。
日本語では、単に「アミューズ」と呼んだり、中黒を用いて、「アミューズ・ブーシュ」、「アミューズ・ブッシュ」、「アミューズ・グール」などと表記されることもある。

## レストランでの用法
アミューズブーシュは、ヌーベルキュイジーヌの動きの中で、コース料理の中で一品としての位置づけを高めてきたものであり、コースの中では、小さいこと、強い風味（フレーバー）をもった品であることが強調される。アミューズブーシュが他の一般的なオードブルと異なる点は、小さく、通常はほんの一口か二口で口に入り、事前のシェフの見計らいによって用意され、テーブルについた客全員に無料で供される、といったところにある。
アミューズブーシュの役割は、例えばオリーブを何個か載せた小皿や、タプナードの一盛りといった、より簡略化された形で果たされる場合もある。いずれにせよアミューズブーシュは、シェフの技量やショーマンシップの見せ場となることが多く、レストラン間の競争が厳しいと、この傾向は強くなる。ニューヨークの有名シェフの一人で、世界中に系列店を構えているジャン＝ジョルジュ・ヴォンゲリヒテン（Jean-Georges Vongerichten）は、「偉大なシェフにとってアミューズブーシュは、自分の大きなアイデアを小さな一口で表現できる格好の手段なのだ」と述べている。
アミューズブーシュは、ミシュランガイドの星付きレストランで提供される正式（de rigueur）なメニューに対して、予想外のオマケとして供される一品として、いずれかの時点で注目されるようになったものであるが、『ニューヨーク・タイムズ』紙では、1999年以降は料理を紹介する際に、括弧書きでこのコースについても言及するようになっている。アミューズブーシュは、オーダーが入った直後、ないし、メイン料理の前に、すべての客に供せるだけの十分な量を用意しなければならず、レストランにとっては段取りが難しくなってしまうこともある。店によっては、迅速かつ大量に、また、盛りつけ用の器もそれぞれ特別なものを用意して準備をするために、もっぱらアミューズブーシュだけを用意する調理台が必要になることもある。興味を引くような平皿、デミタス・カップ、アジア風の大きなスープ・スプーンなどは、アミューズブーシュの器として人気が高い。さらに、本来、客を「楽しませる」ために供されるアミューズブーシュである以上、調理場は客の好き嫌いや食物アレルギーにも対処しなければならない。

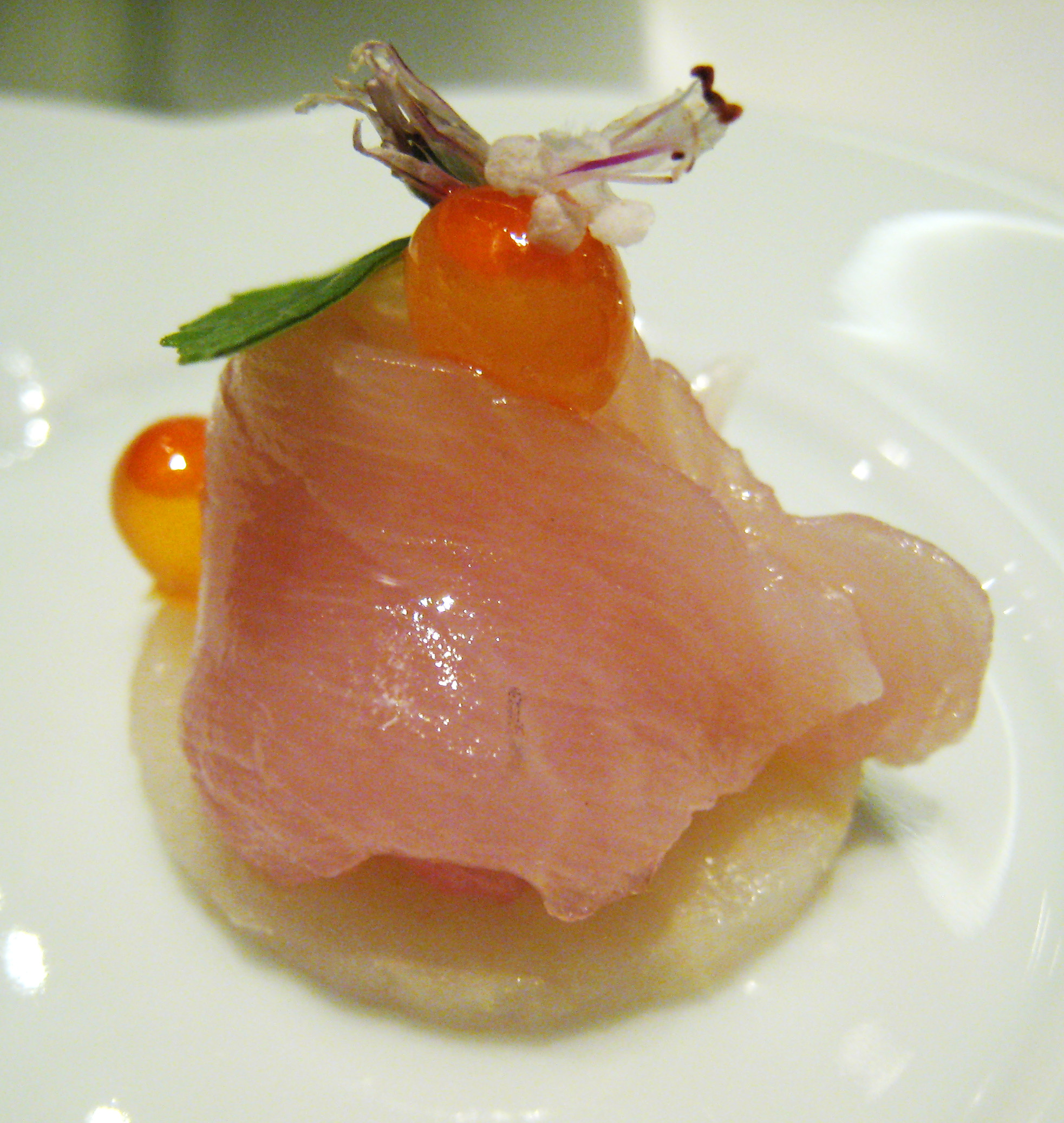
日本料理の影響を受けたアミューズブーシュの例：ハマチ、イクラ、バジル、バジルの花を盛りつけたもの。
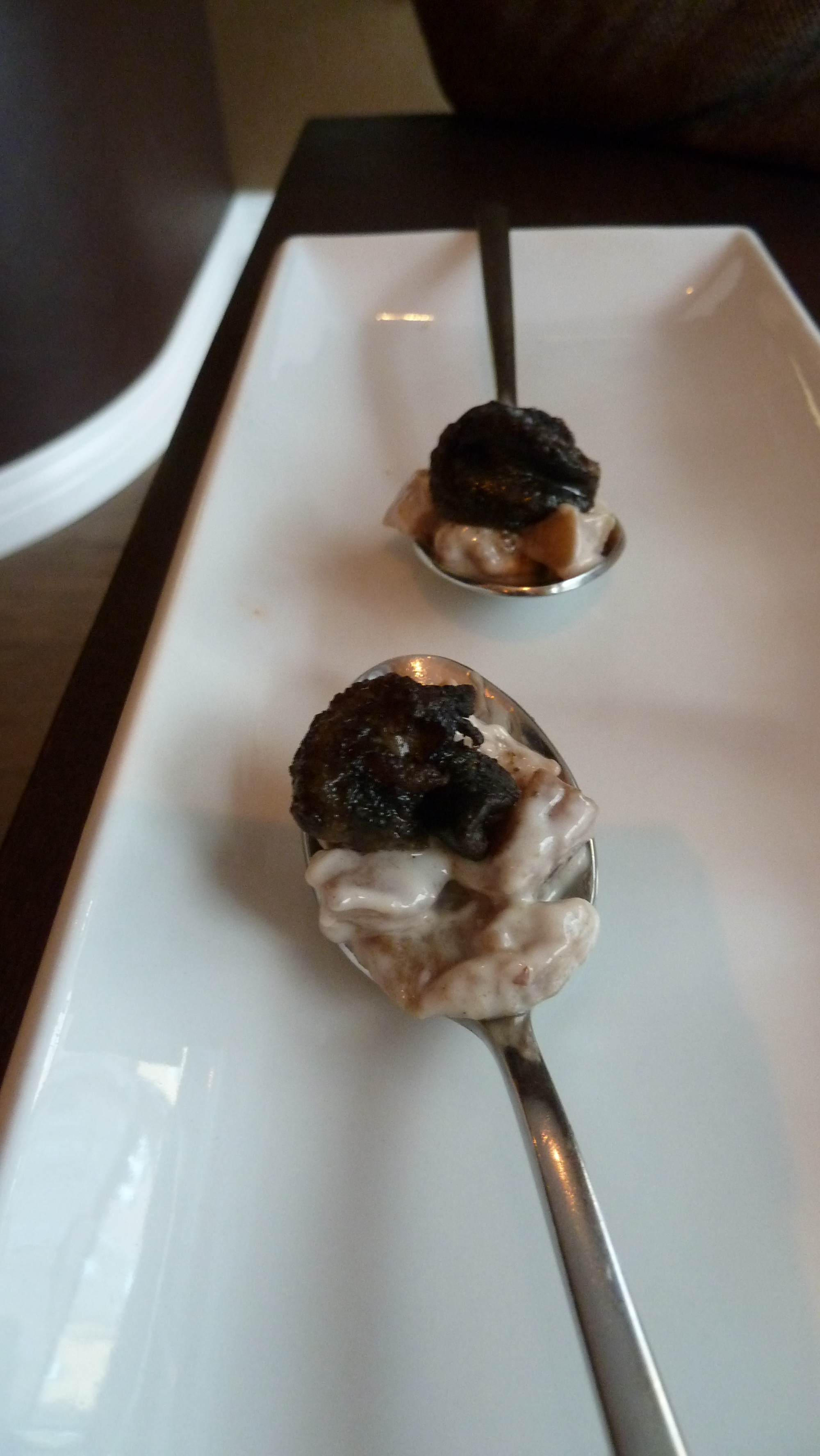
スプーンに載せて供されるもの
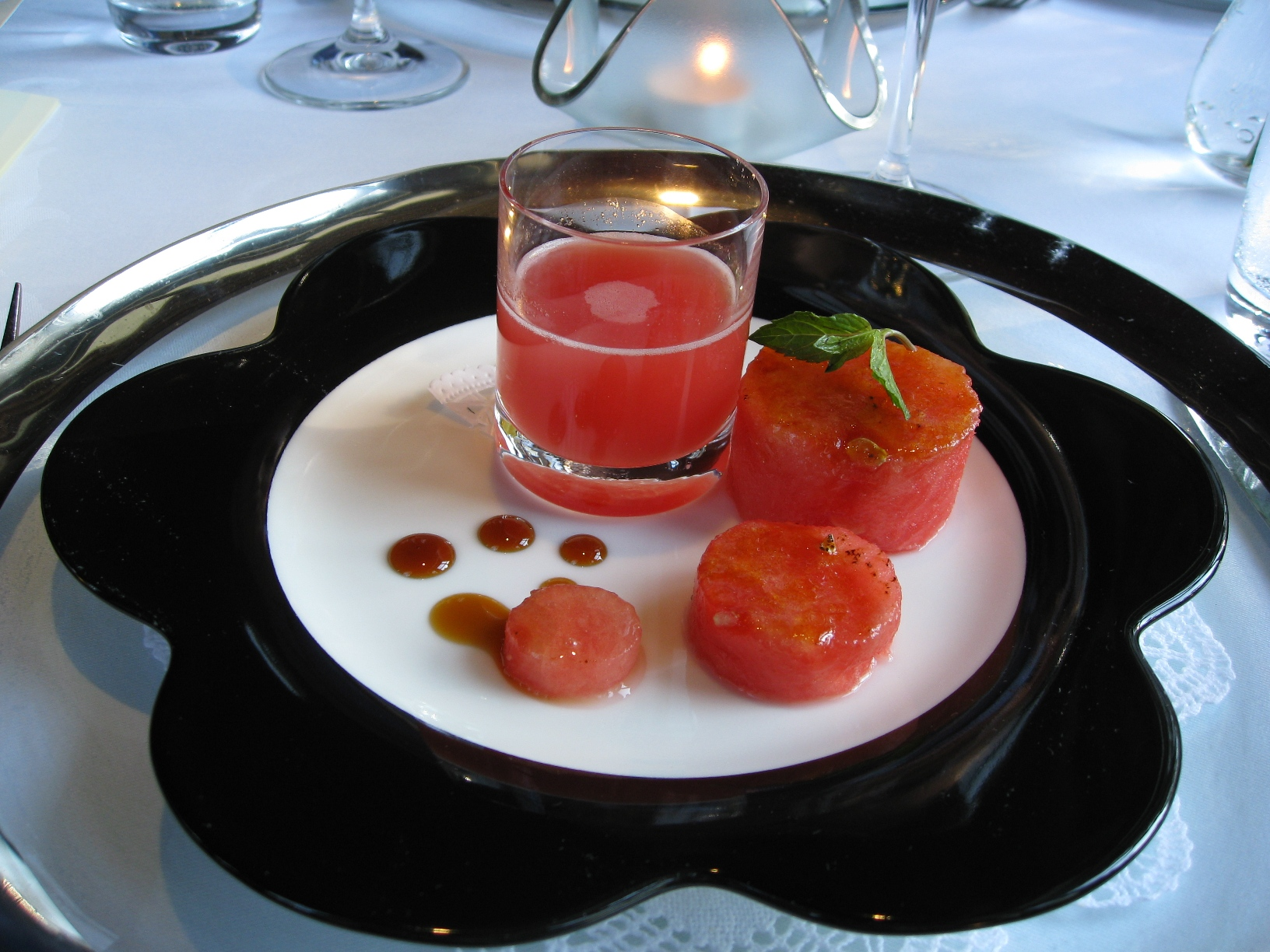
グラスに入れて供されるもの
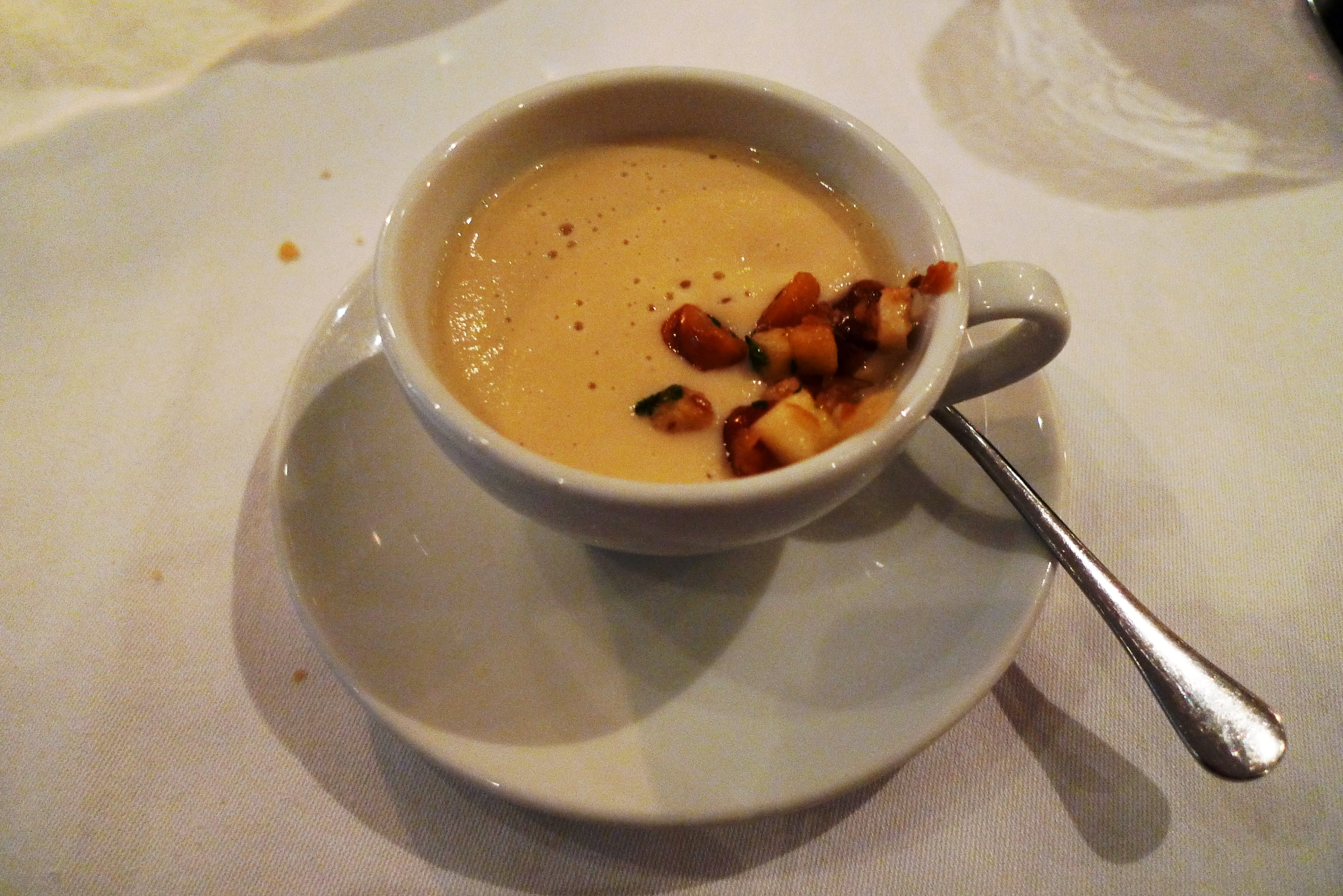
デミタスカップに入れたもの
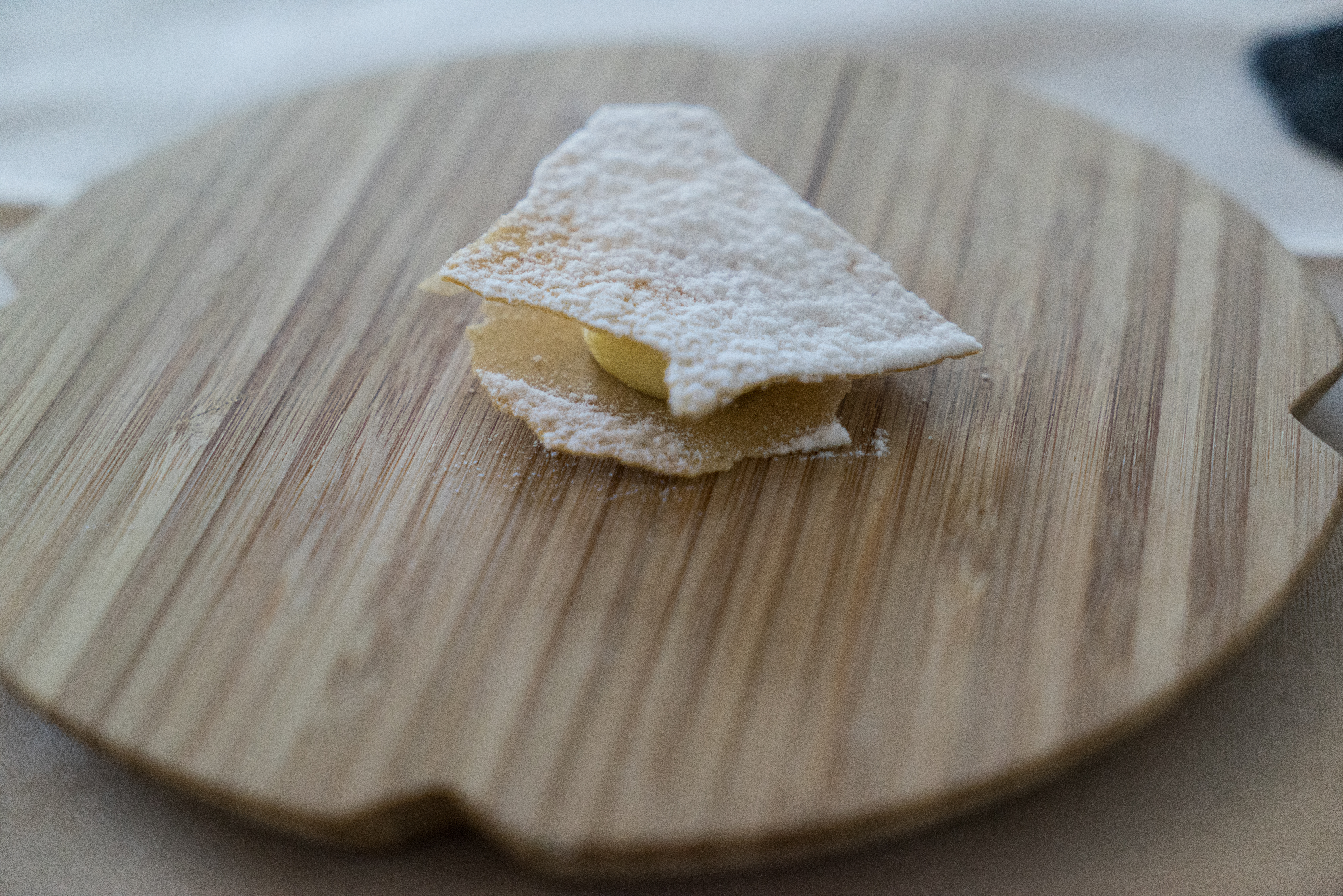
ライ麦のチップスと自家製バター
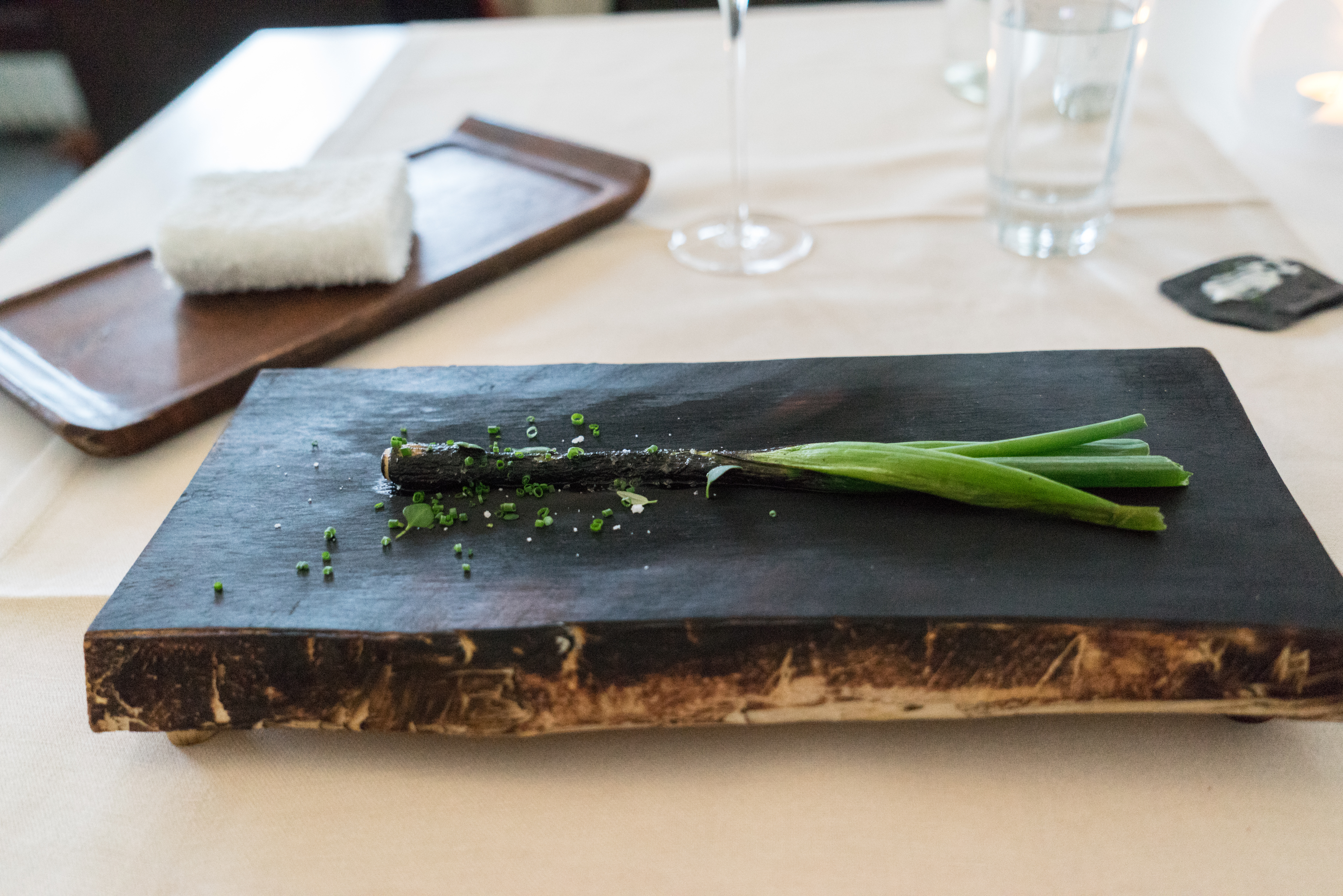
葱のアミューズ